# کتلت‌ها
کتلت‌ها (فرانسوی: Les Côtelettes‎) فیلمی درام به کارگردانی برتران بلیه که در سال ۲۰۰۳ منتشر شد. فیلم در جشنواره فیلم کن ۲۰۰۳ به نمایش درآمد.

## بازیگران
- فیلیپ نوآره در نقش لئونس گریسون
- میشل بوکه در نقش Potier
- فریده Rahouadj در نقش Nacifa
- کاترین هیگل در نقش مرده
- Hammou Graïa در نقش Nacifa شوهر
- Axelle Abbadie در نقش Bénédicte
- آن سوارز در نقش Agathe
- ژروم هاردلای در نقش خاویر
- فرانک دو لاپرسون در نقش دکتر
- ژان-ژروم اسپوزیتو در نقش Infirmier 2
- لوک پالون در نقش Infirmier 1